# 조이 슬로트닉
조이 슬로트닉(Joey Slotnick, 1968년 10월 2일 ~ )은 미국의 배우이다.
시카고에서 태어났다.

## 출연 작품

### 영화
- 트위스터 (1996)
- 주다스 키스 (1998, Judas Kiss)
- 아주 오랜만에 만난 친구들 (1998, Since You've Been Gone) - 제인 레비 역
- 실리콘 밸리의 신화 (1999) - 스티브 워즈니악 역
- 블래스트 (1999) - 소다수 판매점 직원 역
- 크레이지 핸드 (1999)
- 할로우 맨 (2000) - 프랭크 체이스 역
- I Want Someone to Eat Cheese With (2006)
- Brief Interviews with Hideous Men (2009)
- 엘리베이터 (2011, Elevator)
- 투 빅 투 페일 (2011, Too Big to Fail)
- 월터의 상상은 현실이 된다 (2013) - 퇴직자 아파트 관리자 역
- 코블러 (2014)
- Humor Me (2017)
- 더 골드핀치 (2019)

### 텔레비전
- 쇼킹 패밀리 (1999-2006) - 애니메이션
- 보스턴 퍼블릭 (2000-01) - 밀턴 버틀 역
- 앨리어스 (2002)
- 닙턱 (2003-06)